# Microrregión del Alto Taquari
La microrregión del Alto Taquari es una de las microrregiones del estado brasileño de Mato Grosso del Sur perteneciente a la mesorregión del Centro-Norte de Mato Grosso del Sur. Su población, según estimaciones del IBGE en 2012, es de 119.265 habitantes y está dividida en 8 municipios. Posee un área total de 41.313 km². La principal ciudad y el centro regional es Coxim.

## Municipios
- Alcinópolis
- Camapuã
- Coxim
- Figueirão
- Pedro Gomes
- Río Verde de Mato Grosso
- Son Gabriel del Oeste
- Sonora

- Datos: Q1891293